# 松平信光

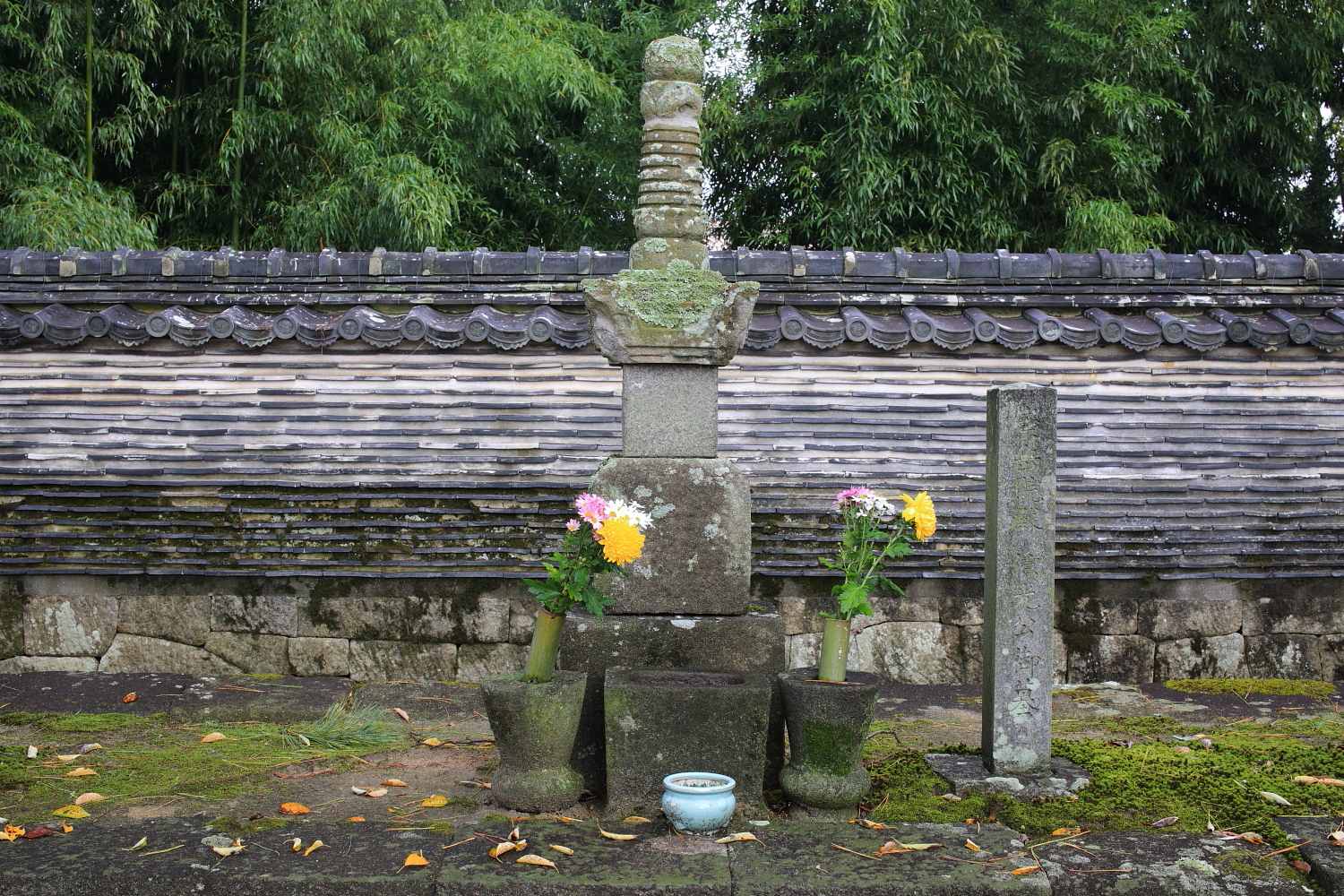
大樹寺（愛知県岡崎市）にある松平八代墓の信光の墓
（2019年11月）

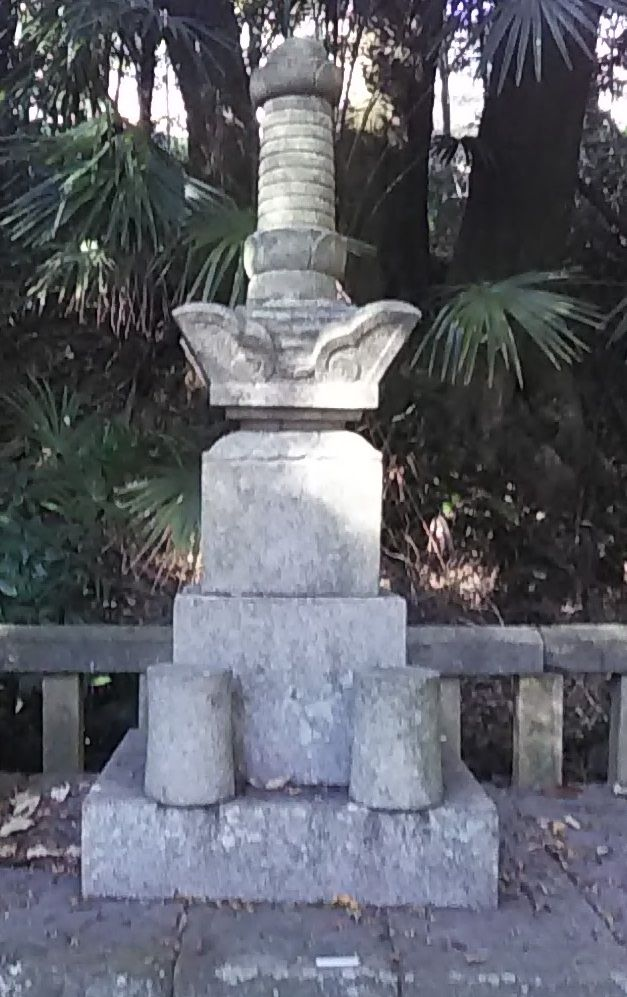
信光明寺（愛知県岡崎市）にある松平信光の墓（2020年12月）

松平 信光（まつだいら のぶみつ/しんこう）は、室町時代中期から戦国時代にかけての武将。三河国松平氏3代当主。岩津松平家の祖。

## 出自
信光は『朝野旧聞裒藁』や江戸期の系譜類では2代当主・松平泰親の子とされるが、『松平氏由緒書』では初代当主・松平親氏の子であるとする。生母は賀茂氏の系統の松平信重の娘とする。

## 生涯
松平氏当主として史料で実在が確認できるのは信光からである。信光以前の系譜は定かではない。
信光は三河の土豪かつ被官で、岩津城（愛知県岡崎市岩津町）を拠点とする岩津松平家の祖となり、応仁の乱頃には室町幕府の政所執事・伊勢貞親に仕えたと言われる。
長禄2年（1458年）、駿河国守護・今川氏の分家関口氏（今川関口家）の関口満興の岩略寺城（愛知県豊川市長沢町）を攻め、落城後に十一男の親則を城主として入れた。以降は、岩略寺城に近く満興の弟・長沢直幸の居城だった北側の長沢城（愛知県豊川市長沢町）を居城と定めたため、氏族は長沢松平氏とも言われ、以降の岩略城は長沢山城とも呼ばれている。寛正元年（1461年）には保久城（愛知県岡崎市保久町）の山下庄左衛門を滅ぼす。
寛正6年（1465年）5月、三河守護・細川成之の指示により、貞親の被官として室町幕府8代将軍・足利義政の命により額田郡一揆を鎮定している（『親元日記』）。その恩賞として、一揆勢が有していた深溝（愛知県額田郡幸田町深溝）などの所領を幕府から与えられた。
信光は、同じく伊勢氏の被官であり、東三河の有力武将である戸田宗光に娘を嫁がせた他、応仁の乱では東軍に属して三河守護・細川成之と共に、三河復権を狙う一色氏を追放した。また、西軍方である畠山氏一門の畠山加賀守が拠る安祥城（愛知県安城市）を奇襲しこれを奪い、五男松平光重を岡崎城主・西郷頼嗣の娘婿とし、岡崎城も勢力下とした。
戦国時代に入ると安祥に進出するなど西三河を中心に勢力基盤を広げ、戦国大名としての松平氏の基礎を築き上げた。異常に子が多く、『徳川実紀』『朝野旧聞裒藁』によると48人の子供がいたという。自身の子を分立させ、竹谷松平家、安祥松平家（後の松平宗家）、形原松平家、岡崎松平家（大草松平家）、五井松平家（深溝松平家）、能見松平家、丸根松平家、牧内松平家、長沢松平家が各地に置かれた。
滝村萬松寺や岩津信光明寺、岩津妙心寺（明治時代に京都市中京区円福寺町の円福寺と寺号交換）などを建立し、岩津城で逝去した。逝去により家督は三男の親忠が継いだ。

## 生没年について
信光の生没年については異説・諸説がある。
1. 応永20年（1413年） - 長享2年7月22日（1488年8月29日） - 享年76説
2. 応永11年（1404年） - 長享2年7月22日（1488年8月29日） - 享年85説[2]
3. 応永8年（1401年） - 長享3年7月23日（1489年8月30日） - 享年89説

ただし、文亀元年（1501年）12月26日の大樹寺勤行式定に月堂（信光）の月忌が22日であると記されているので、命日（月命日）が22日であることは確実である。なお『朝野旧聞裒藁』が引用する資料では、『本多氏蔵御系図』が「長享2年7月3日」、龍海院過去帳が「長享2年2月22日」と記しているのを除き、すべて「長享2年7月22日」と記している。